# Dystopia (album d'Iced Earth)
Pour les articles homonymes, voir Dystopia.
Albums de Iced Earth
The Crucible of Man (Something Wicked Part 2)
(2008)
Dystopia est le dixième album studio du groupe américain de heavy metal Iced Earth. Sortie le 17 octobre 2011, c'est le premier album avec le nouveau chanteur Stu Block (aussi chanteur du groupe de death progressif Into Eternity), à la suite du second départ du chanteur historique Matt Barlow.

## Composition du groupe
- Troy Seele: guitare
- Jon Schaffer : guitare et chœurs
- Freddie Vidales : basse
- Stu Block : Chant
- Brent Smedley : Batterie

## Listes des chansons
1. Dystopia
2. Anthem
3. Boiling Point
4. Anguish of Youth
5. V
6. Dark City
7. Equilibrium
8. Days of Rage
9. End of Innocence
10. Soylent Green
11. Iron Will
12. Tragedy and Triumph